# Giovanni Pierluigi da Palestrina
Giovanni Pierluigi da Palestrina (n. 1525, Palestrina, Lazio, Regatul Italiei – d. 2 februarie 1594, Roma, Statele Papale) este considerat cel mai important compozitor al Renașterii. 
A compus în vastă majoritate muzică sacră, în special compoziții corale pentru liturghia de rit catolic, numeroase motete și imnuri. 
Stilul lui Palestrina a corectat excesele tehnicii imitației care au dus uneori la imposibilitatea înțelegerii textului în interpretare. 
Tehnica contrapunctă a lui Palestrina a stat la baza sistematizării ulterioare a contrapunctului renascentist. 